# Evert van Linge

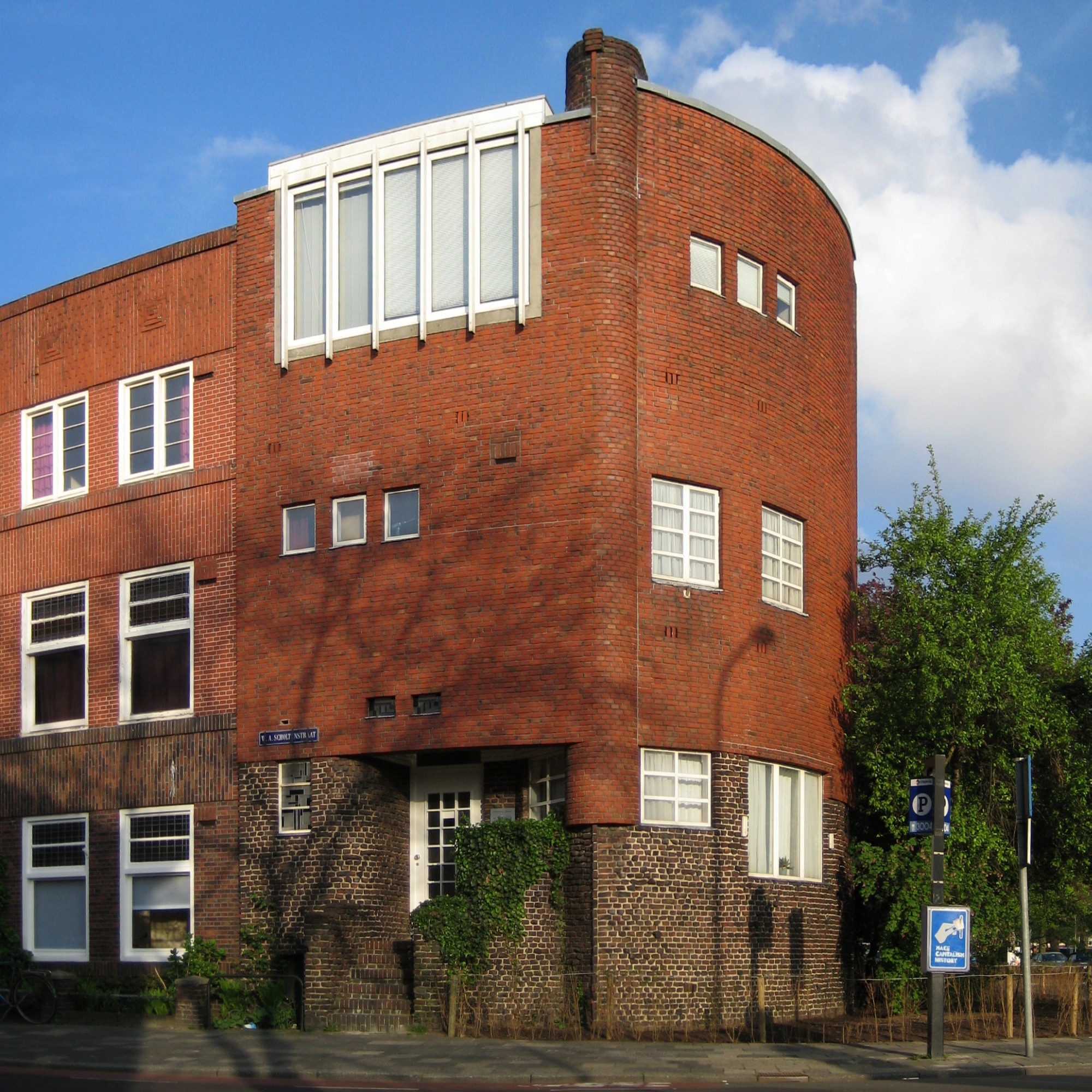
W.A. Scholtenstraat 1 (1923) in Groningen, Van Linge's door hemzelf ontworpen woon-/werkhuis (2010)

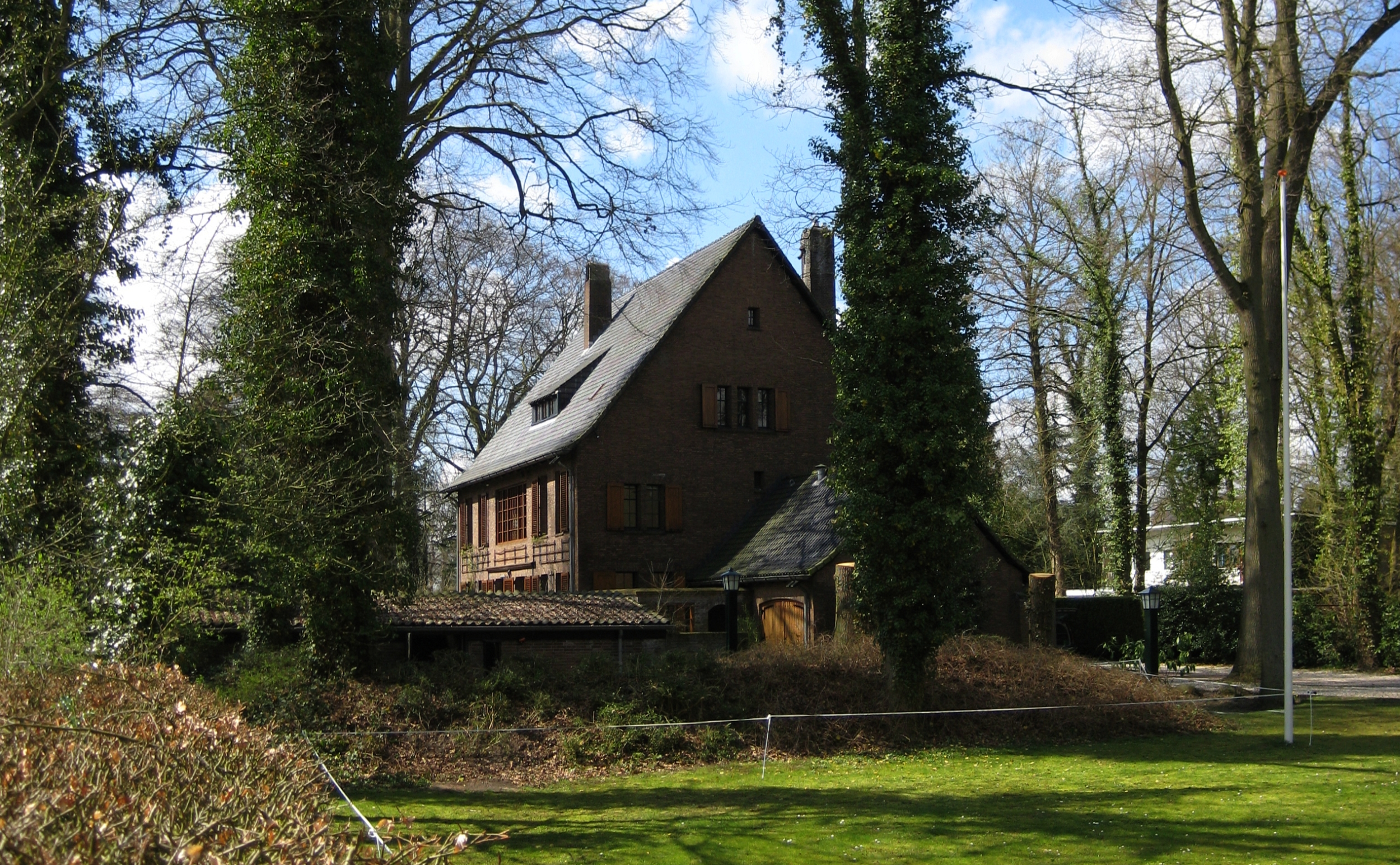
De "villabunker" Esserkamp (1936) in Groningen (2010)

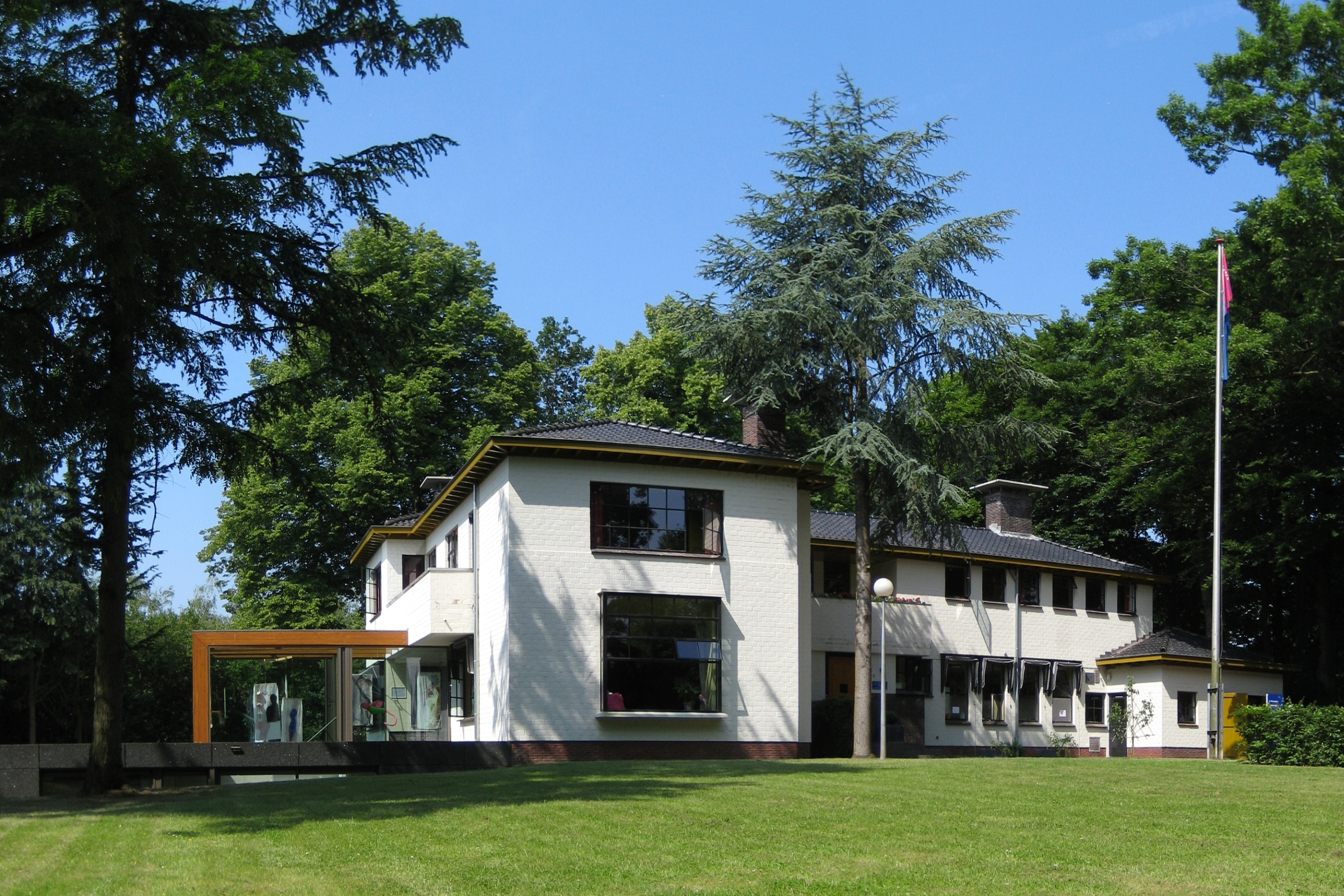
Landhuis (1933) in de stijl van Frank Lloyd Wright aan de Verlengde Hereweg in Groningen (2010)

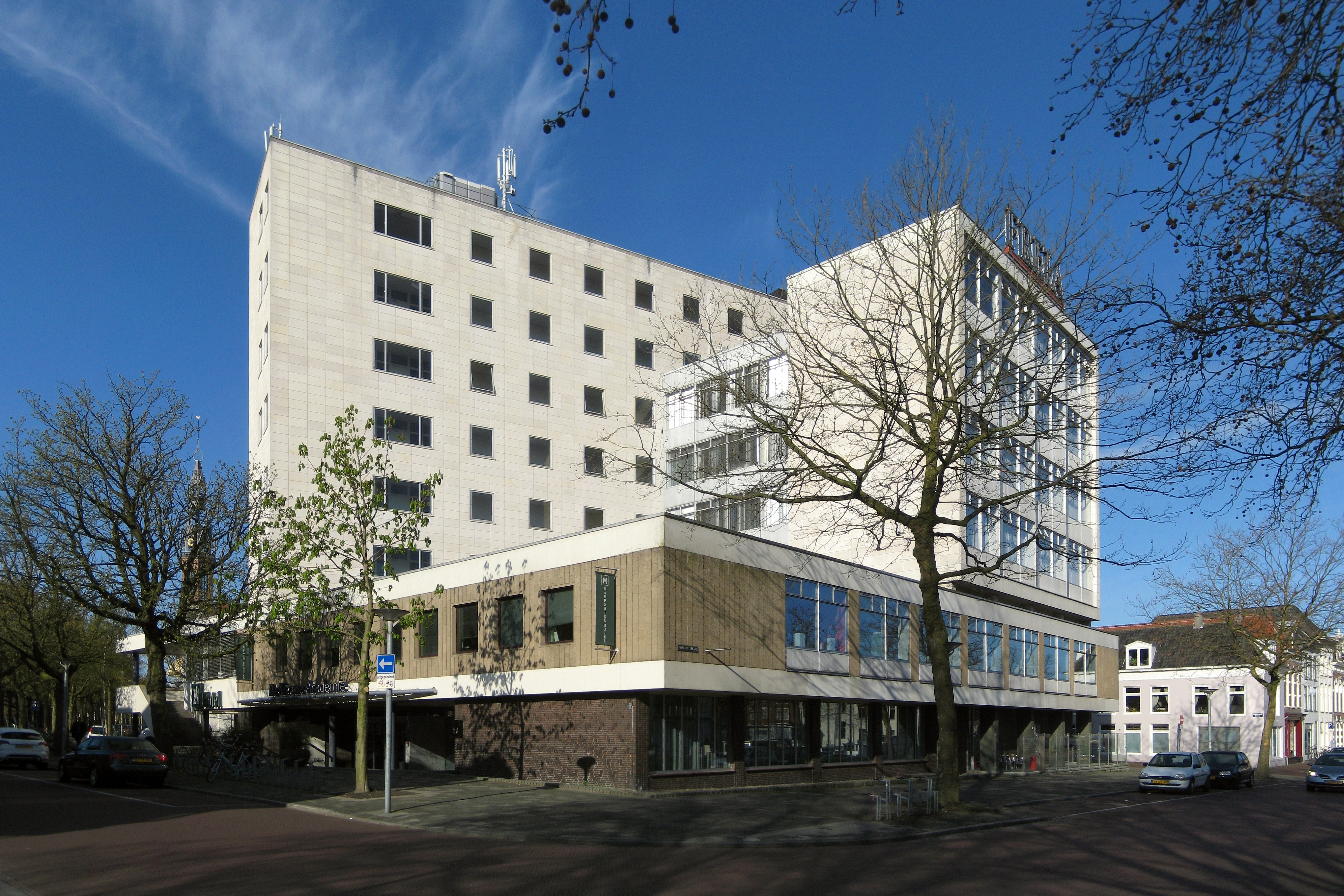
Voormalig dienstgebouw van de GGZ/GGD (1957-'58) in Groningen, ontworpen door Architectenbureau Van Linge (2012)

Evert van Linge (Veendam, 19 november 1895 – Groningen, 6 december 1964) was een Nederlandse architect, die geldt als een belangrijke Groninger vertegenwoordiger van de Amsterdamse School. Zijn werk vertoont ook functionalistische kenmerken. Van Linge was tevens voetballer op nationaal en internationaal niveau.

## Leven en werk
Evert van Linge was een zoon van de aardappelmeelfabrikant Arent van Linge en Roelina Afina Meihuizen, de dochter van een "koopvrouw". Zijn vader overleed toen hij nog geen twee was en op zijn vijftiende overleed ook zijn moeder. Na in Veendam de HBS te hebben voltooid, volgde Van Linge in 1915/1916 aan de Academie Minerva in Groningen een opleiding tot bouwkundig tekenaar. Hij vertrok daarna naar Amsterdam, waar hij in 1916/1917 tot architect werd opgeleid aan de afdeling Voortgezet en Hooger Bouwkundig Onderricht van de Rijksakademie van Beeldende Kunsten (de latere Academie van Bouwkunst). Tot 1920 was hij werkzaam bij het Amsterdamse architectenbureau van H.A.J. Baanders en Jan Baanders Sr.. In dat jaar keerde hij naar Groningen terug en begon daar aan het Zuiderdiep een eigen bureau. Een van zijn eerste opdrachten (waaraan ook de Amsterdamse architect J. Zietsma meewerkte) was De Esserberg, het stadion van de Groninger voetbalclub Be Quick 1887, waar Van Linge zelf speler was.
Van Linge werd in 1922 lid van de Groninger kunstenaarskring De Ploeg (waarbij ook de in dat jaar door hem als bouwkundig tekenaar aangenomen kunstenaar Job Hansen (1899-1960) zich zou aansluiten). Ontwerpen van Van Linge werden geëxposeerd op de jaarlijkse tentoonstellingen van dit collectief, waaronder in 1924 zijn tekeningen voor het woonhuis W.A. Scholtenstraat 5 in Groningen. Datzelfde jaar betrok hij twee voordeuren verder een door hemzelf ontworpen woon-/werkhuis. De beide panden, gebouwd in de stijl van de Amsterdamse School, behoren tot zijn bekendere werken. Internationale aandacht verkreeg Van Linge met zijn prijsvraag-inzending voor een Paleis van de Volkenbond in Genève (1927). Zijn avant-gardistische ontwerp leverde hem een eervolle vermelding op.

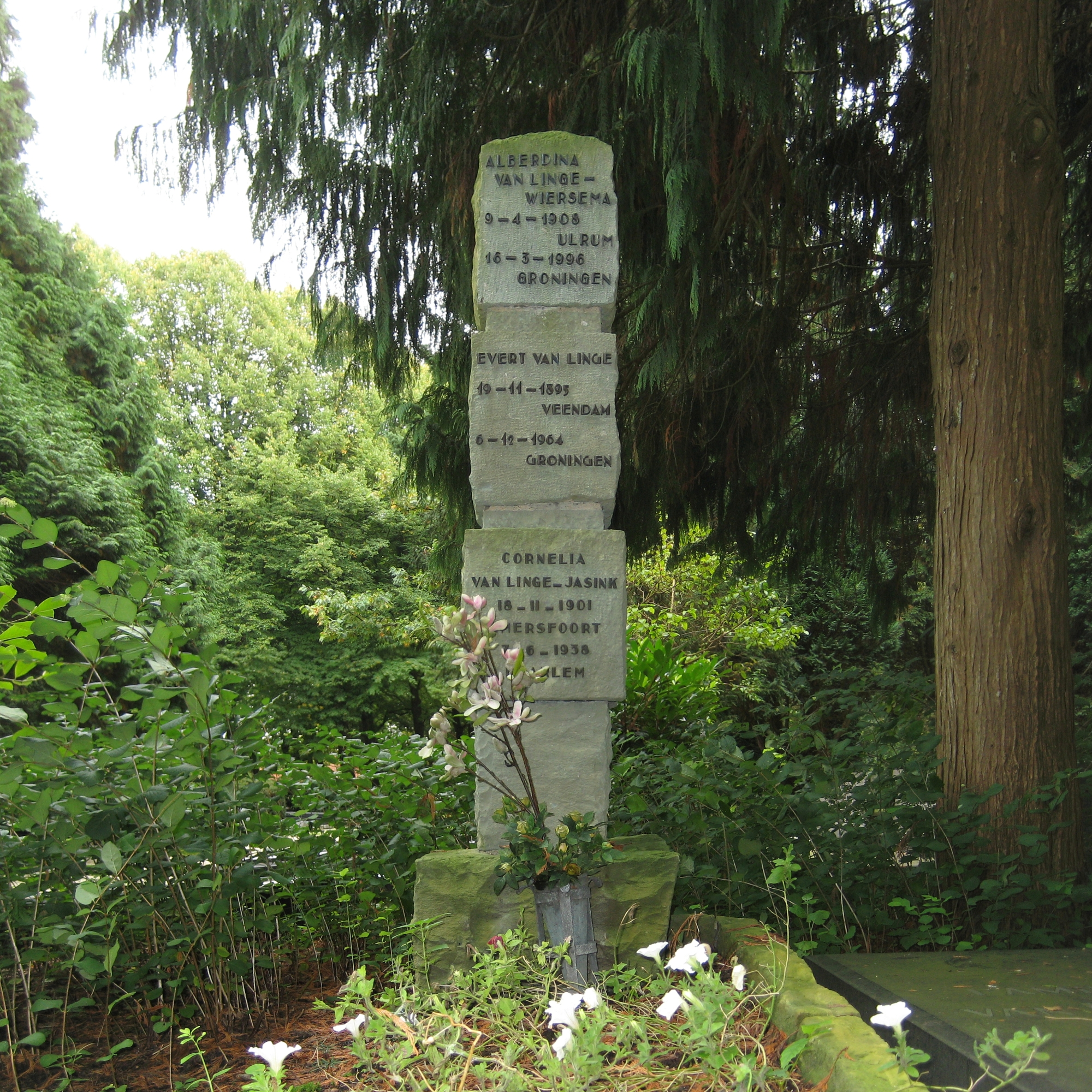
Van Linge's graf op de begraafplaats Esserveld in Groningen (2010)

In 1927 nam Hansen ontslag, al zou Van Linge tot 1934 met hem blijven samenwerken. Vanaf 1935 legde Van Linge zich vooral toe op de zakelijke aspecten van zijn architectenbureau en liet hij het ontwerpen vrijwel geheel over aan G. Bosma, een Delftse ingenieur die hij daartoe voor een periode van tien jaar in dienst had genomen. Ook de Gronings-Rotterdamse architect Jaap Bakema (1914-1981) tekende enige tijd voor Van Linge's bureau, toen hij in 1944 bij hem was ondergedoken. Na de oorlog werd Bosma's contract niet verlengd, maar Van Linge en hij bleven wel samenwerken, onder meer aan een ontwerp voor een cultuurcentrum op de Grote Markt in Groningen.
In 1954 ging Van Linge een maatschap aan met zijn zoon Arent E. van Linge (1926-2012), eveneens architect. Hun bureau, dat ze Architectenbureau Van Linge noemden, verhuisde in 1960 naar een pand aan de Rijksstraatweg in Haren. Van Linge overleed op 6 december 1964 op 69-jarige leeftijd te Groningen en werd daar begraven op het Esserveld. Het bureau werd voortgezet onder de naam Van Linge en Kleinjan.
In 2018 werd de gerenoveerde zittribune van Stadion Esserberg vernoemd naar Evert van Linge. De naam werd onthuld door zijn dochter Dodo Duit-Van Linge.

### Werken (selectie)
- 1921: Stadion Esserberg, Haren
- 1921: Woonhuis, Veendam[3]
- 1923: Van Linge's eigen woon-/werkhuis, Groningen[4]
- 1924: Woonhuis, Groningen[5]
- 1926: Venestraat 27-29, Den Haag, verbouw van het winkelpand (winkelpui niet uitgevoerd)[6]
- 1927: Paleis van de Volkenbond, Genève (niet uitgevoerd)
- 1928: Gemeentehuis van Warffum[7]
- 1933: Landhuis in de stijl van Frank Lloyd Wright, Groningen[8]
- 1933: Gebouw IJsvereniging Stadspark, Groningen
- 1936: Esserkamp, Groningen[9]
- 1953: Villa aan de Verlengde Hereweg, Groningen[10]
- 1955: Bungalow De Kamp, bestemd als eigen woon-/werkhuis, Groningen (met Arent van Linge)[11]

## Voetbalcarrière

### Clubvoetbal
Van Linge begon met voetballen bij Veendam en speelde vanaf 1915 bij Be Quick, waar hij een succesvolle voorstopper, toentertijd spil geheten, en aanvoerder was. Hij debuteerde op 30 oktober 1915 tegen zijn oude vereniging Veendam. Met het eerste elftal werd hij van 1916 tot en met 1924 en in 1926 noordelijk kampioen en in 1920 landskampioen. Ook won hij met zijn team viermaal de Groninger Dagbladbeker: in 1919, 1922, 1923 en 1925. Op 28 november 1926 speelde hij thuis tegen VV Leeuwarden zijn laatste wedstrijd voor Be Quick.

### Vertegenwoordigend voetbal
Van Linge werd als eerste Groninger geselecteerd voor het Nederlands elftal. In de periode 1919-1926 speelde hij dertien interlands, waarin hij drie keer een doelpunt maakte. Hij nam tweemaal deel aan de Olympische Spelen. In 1920 won hij met het Nederlandse elftal een bronzen medaille. Tijdens die Spelen, die gehouden werden in Antwerpen, speelde Van Linge een centrale rol in een conflict tussen de spelers en de NVB, dat ontstond naar aanleiding van de armoedige wijze waarop het Nederlandse team gehuisvest was. Samen met Jan de Natris, Jaap Bulder en Frans Tempel werd hij verwijderd uit het team. Toen dit tot een spelersstaking dreigde te leiden, werd die verwijdering omgezet in een schorsing voor de beslissende wedstrijd om zilver en brons. In 1924 werd Van Linge met het Nederlandse voetbalteam vierde op de Olympische Spelen in Parijs.
Van Linge speelde ook vele malen in het noordelijk elftal, onder andere zes maal op rij in de jaarlijkse semi-interland tegen Noord-Duitsland, het jaarlijkse hoogtepunt van het noordelijke voetbalseizoen.
Van Linge heeft tussen 1919 en 1923 tevens vijf wedstrijden gespeeld in het elftal van De Zwaluwen.

### Palmares
| Nationaal                |     |                                                            |
| Kampioen van Nederland   | 1x  | 1920                                                       |
| Regionaal                |     |                                                            |
| Kampioen van het noorden | 10x | 1916, 1917, 1918, 1919, 1920, 1921, 1922, 1923, 1924, 1926 |
| Groninger Dagbladbeker   | 4x  | 1919, 1922, 1923, 1925                                     |

## Trivia
Van Linge was ook een goed schaatser. Met vier andere spelers van Be Quick, Max en Hans Tetzner, Harry Rodermond en Herman Legger, reed hij in de barre winter van 1929 de Elfstedentocht. Het leverde hem een bevroren teen op, die door Hans Tetzner, die inmiddels chirurg was geworden, werd afgezet.